# Marcelino Bolívar
José Marcelino Bolívar (* 14. Juli 1964 in Soledad bei Ciudad Bolívar) ist ein ehemaliger venezolanischer Boxer.

## Erfolge
José Marcelino Bolívar ist Bronzemedaillengewinner der Zentralamerika- und Karibikspiele 1982 und 1986, Silbermedaillengewinner der Südamerikanischen Meisterschaften 1983, sowie Viertelfinalist der Panamerikanischen Spiele 1983 und der Weltmeisterschaften 1986.
Bei den Olympischen Spielen 1984 in Los Angeles gewann er eine Bronzemedaille, nachdem er Nelson Jamili, Agapito Gómez und Carlos Motta besiegt hatte und erst im Halbfinale gegen Paul Gonzales ausgeschieden war. Bei den Olympischen Spielen 1988 in Seoul schied er im ersten Kampf gegen Jesús Beltre aus.
Von 1989 bis 1994 bestritt er 21 Profikämpfe in Venezuela, Panama und Thailand, von denen er 17 gewann, 16 davon vorzeitig. Zu seinen Gegnern zählten Carlos Murillo und Kermin Guardia. In seinem letzten Kampf boxte er gegen Ratanapol Sor Vorapin um den IBF-Weltmeistertitel, verlor jedoch durch T.K.o. in der vierten Runde.
Nach seiner aktiven Karriere wurde er Trainer in einem nach ihm benannten Fitnessclub in Soledad.